# James White (película de 2015)
James White es una película dramática estadounidense de 2015 escrita y dirigida por Josh Mond. 
La cinta trata sobre James, un neoyorquino de veintitantos años, lucha por controlar su comportamiento autodestructivo frente a trascendentales desafíos familiares.
James White se estrenó en el Festival de Cine de Sundance de 2015, donde ganó el premio NEXT Audience.

## Reparto
- Christopher Abbott como James White
- Cynthia Nixon como Gail White
- Scott Mescudi como Nick
- Makenzie Leigh como Jayne
- David Call como Elliott
- Scott Cohen como Barry White
- Ron Livingston como Ben

## Recepción
James White ha recibido elogios de la crítica. En el sitio web del agregador de reseñas Rotten Tomatoes, la película tiene un índice de aprobación del 92% según las reseñas de 71 críticos, con una calificación promedio de 7.4 sobre 10. El consenso crítico del sitio afirma: "Dirigido por actuaciones poderosamente complementarias de Christopher Abbott y Cynthia Nixon, James White ofrece una tarjeta de presentación conmovedora para el escritor y director debutante Josh Mond". En Metacritic, la película recibió una puntuación media ponderada de 83 sobre 100 basada en 25 críticos, lo que indica "aclamación universal".